# Roberto Barbi
Roberto Barbi (* 25. März 1965) ist ein ehemaliger italienischer Marathonläufer.
1993 wurde er Dritter und 1994 Zweiter beim Florenz-Marathon. 1995 kam er beim Turin-Marathon auf den siebten und in Florenz auf den dritten Platz.
1996 wurde er bei einer Dopingkontrolle positiv auf Ephedrin getestet und für drei Monate gesperrt. Im darauffolgenden Jahr wurde er in Florenz Zweiter.
1998 sorgte er für Aufsehen, als er beim New-York-City-Marathon seinen persönlichen Rekord um mehr als dreieinhalb Minuten verbesserte und in 2:10:55 h Sechster wurde. Im Jahr darauf wurde er Vierter beim Rom-Marathon, belegte bei den Weltmeisterschaften in Sevilla den 20. Platz und wurde als Gesamtdritter des Venedig-Marathons italienischer Meister.
2000 wurde er Sechster in Rom und als Gesamtsiebter beim Turin-Marathon erneut nationaler Meister. Im Herbst verbesserte er als Fünfter bei der Maratonina del Garda und als Dritter in Venedig seine persönlichen Rekorde im Halbmarathon und im Marathon auf 1:01:49 h bzw. 2:10:12 h und wurde Zweiter beim Mailand-Marathon.
2001 gewann er die Maratona d’Europa. Bei den Weltmeisterschaften in Edmonton lief er auf Platz 60 ein und wurde nachträglich disqualifiziert, nachdem er bei einer kurz vor dem Wettkampf durchgeführten unangekündigten Blut- und Urinkontrolle Erythropoetin (EPO) festgestellt worden war. Die wegen dieses Verstoßes gegen die Dopingbestimmungen verhängte vierjährige Sperre wurde später auf 25 Monate reduziert, nachdem Roberto Barbi ein Geständnis ablegte.
Nach seiner Rückkehr ins Wettkampfgeschehen war er bald wieder obenauf. 2003 wurde er Fünfter beim Ljubljana-Marathon. 2004 gewann er den Collemarathon, den Pisa-Marathon und die Maratona del Piceno und wurde als Gesamtsechster beim Palermo-Marathon zum dritten Mal italienischer Marathonmeister. 2005 verteidigte er seinen Titel bei der Maratona del Piceno. 2007 und 2008 wurde er jeweils Zweiter bei der Maratona del Lamone und rangierte mit seinen Zeiten von 2:18:57 h bzw. 2:17:20 h in der weltweiten Jahres-Top-5 der Altersklasse M40.
Am 20. Juli 2008 wurde er nach dem Halbmarathon Marvejols – Mende erneut positiv auf EPO getestet und als Wiederholungstäter lebenslang gesperrt.